# 용인시 처인구 (선거구)
용인시 처인구는 대한민국의 옛 국회의원 선거구이다. 당시 경기도 용인시 처인구 지역을 관할했다.

## 역사
2005년 10월 31일을 기해 용인시에 구제가 실시되어 일반구인 처인구, 기흥구, 수지구가 신설되었다. 이에 따라 대한민국 제18대 국회의원 선거를 앞두고 처인구 지역을 관할하는 용인시 처인구 선거구가 신설되었다. 
대한민국 제19대 국회의원 선거를 앞두고 용인시 지역 선거구가 개편됨에 따라 처인구 전 지역이 용인시 갑 선거구에 편입되면서 폐지되었다.

## 역대 국회의원
| 선거   | 정당 | 정당       | 의원   |
| ------ | ---- | ---------- | ------ |
| 2008년 |      | 통합민주당 | 우제창 |

## 역대 선거 결과

### 대한민국 제18대 국회의원 선거
|  | 39.08% |

|  | 34.26% |

|  | 25.62% |

|  | 1.02% |